# فري كول
فري كول (بالإنجليزية: FreeCol)‏ هي لعبة فيديو حرة مرخصة تحت رخصة جنو العمومية العامة وهي مفتوحة المصدر. اللعبة مكتوبة بلغة جافا وبالتالي فهي تعمل على أكثر من منصة تشغيل؛ اللعبة تعمل على لينكس وويندوز وماك أو إس إكس؛ في فبراير 2007 اللعبة كانت مشروع سورس فورج للشهر.

## وصلات خارجية
- فري كول على موقع Open Hub (الإنجليزية)
- فري كول على موقع Free Software Directory (الإنجليزية)
- فري كول على موقع Framasoft (الفرنسية)
- فري كول على موقع SourceForge (الإنجليزية)
- الموقع الرسمي